# Robert Fedek
Robert Mirosław Fedek (ur. 7 lipca 1979 w Bielsku-Białej) – amerykański duchowny katolicki, biskup pomocniczy Chicago od 2025.

## Życiorys
Urodził się 7 lipca w Bielsku-Białej. Syn Józefy i Romana Fedek. Przyjechał do Chicago jako seminarzysta i uzyskał tytuł magistra teologii na Uniwersytecie św. Mary of the Lake/Mundelein Seminary przed święceniami kapłańskimi w 2005 roku dla Archidiecezji Chicago. Od 2020 roku jest sekretarzem administracyjnym kardynała Cupich’a, a w grudniu 2024 roku został mianowany biskupem tytularnym Dardano przez papieża Franciszka. 
Święcenia kapłańskie otrzymał w dniu 21 maja 2005 i został inkardynowany do archidiecezji Chicago. 
20 grudnia 2024 papież Franciszek mianował go biskupem pomocniczym Chicago ze stolicą tytularną Dardanus. Sakry udzielił mu 26 lutego w katedrze Najświętszego Imienia Jezus w Chicago arcybiskup Chicago kardynał Blase Cupich.